# Edgardo Gabriel Storni
Edgardo Gabriel Storni (Santa Fe, 6 de abril de 1936 - La Falda, 20 de febrero de 2012) fue un arzobispo de Argentina investigado por abusos sexuales, sobre el que pesó una condena firme, y luego, a través de una anulación, volvió a la situación de procesado.

## Biografía
El 23 de diciembre de 1961, Storni fue ordenado sacerdote. El 31 de diciembre de 1976 -o el 4 de enero de 1977 según otras fuentes-, el papa Pablo VI lo nombró obispo auxiliar de la Arquidiócesis de Santa Fe.
El 28 de agosto de 1984 fue promovido a la jerarquía de arzobispo, metropolitano de Santa Fe de la Vera Cruz, tras la muerte de su antecesor Vicente Faustino Zazpe. El 30 de septiembre de 1984 tomó el cargo de la arquidiócesis.

### Caso de abusos sexuales
A principios de los años noventa, monseñor Storni fue acusado de abuso sexual basándose en los testimonios de 47 seminaristas. En 1994 fue sometido a una investigación ordenada desde la Santa Sede, y liderada por monseñor José María Arancibia. Tras el notorio conocimiento del escándalo, Storni empleó sus contactos con el entonces nuncio apostólico Ubaldo Calabressi, para arreglar un viaje al Vaticano, donde fue ratificado en su cargo por el entonces papa Juan Pablo II.
De vuelta en Santa Fe, realizó efectivas campañas contra los proyectos de ley de Salud Reproductiva (impidiendo ―entre otras cosas― la distribución de anticonceptivos en los hospitales públicos, el desarrollo de campañas de concientización sexual) y la Ley de Juegos, evitando la instalación de casinos en la provincia de Santa Fe. Por medio de lobbys con diputados y senadores católicos, consiguió sustanciales mejoras en los aportes del Estado nacional a las escuelas privadas católicas de la provincia de Santa Fe.
Entre 1991 y 1999, monseñor Storni habría malversado fondos públicos del capítulo Santa Fe de la colecta nacional Más por Menos (+ × –), realizada por la Iglesia católica en Argentina. Así lo denunció penalmente el presidente del Concejo Municipal de Santa Fe, Darío Boscarol. El faltante de dinero sería de al menos 150 000 dólares, aunque algunas fuentes sostienen que la suma sería mucho mayor.
El vicario Mario Grassi afronta denuncias por «desvío de fondos» y toda clase de maniobras administrativas que se extienden al Poder Judicial.
En 2002, José Tarcisio Guntern (1920-2007), de 82 años, párroco de la iglesia de San Roque (del barrio Sargento Cabral, en Santa Fe), escuchó confidencialmente a un seminarista que le contó acerca de «ciertas actitudes» de Storni para con él. Entonces Guntern le escribió a Storni para pedirle que cambiara de actitud. Días después fue conminado a presentarse de urgencia en la sede arzobispal, donde fue intimidado y obligado a retractarse de sus dichos por los principales colaboradores del arzobispo, Hugo Capello, Marcelo Mateo, Edgard Stoffel y Mario Grassi. «Mirá que te podés morir en cualquier momento», le dijo el vicario del arzobispado, Hugo Capello. Estos cuatro sacerdotes y el escribano, que formaban parte del grupo de colaboradores más íntimos del arzobispo fueron procesados por el juez de Instrucción Julio César Costa. El juez Costa procesó por «amenazas coactivas y privación ilegítima de la libertad» a los sacerdotes Marcelo Mateo y Hugo Capello. Sus pares Edgar Stoffel y Mario Grassi quedaron acusados como partícipes de ese hecho. La medida judicial alcanzó, además, al escribano Ricardo Chaminaud, quien quedó procesado por el delito de «falsedad ideológica».
Ese mismo año 2002, la periodista Olga Wornat presentó su libro Nuestra Santa Madre en la feria del libro de Santa Fe. El libro contenía una recopilación del historial de acusaciones en contra de Storni, así como de las amenazas recibidas por un sacerdote que había pedido la renuncia de Storni.

### Renuncia
Tras la ola de denuncias e investigación de los abusos sexuales cometidos por la curia católica en todo el mundo, Storni perdió el favor de la curia vaticana. Renunció el 1 de octubre de 2002, después de las escandalosas acusaciones de abuso sexual, aunque sostuvo que su renuncia no significaba aceptación de culpa.

### Sentencia y anulación de la sentencia
En 2009, la jueza María Amalia Mascheroni lo condenó a ocho años de prisión por abuso sexual agravado por el vínculo, contra el exseminarista Rubén Descalzo, aunque no fue a la cárcel sino que ―debido a su edad― cumplió arresto domiciliario. En 2011, la Cámara Penal de la Provincia de Santa Fe dispuso la anulación de la sentencia y que la causa volviera a fojas cero.
Vivió en una residencia eclesiástica en La Falda (provincia de Córdoba, en el centro del país).

## Muerte
Falleció en 2012 en la residencia de La Falda.